# 2012年4月の低気圧
日本での2012年4月の爆弾低気圧は、2012年（平成24年）4月2日に発生、急発達しながら日本海を横断し北海道を通過、4月5日にオホーツク海に達した低気圧は、4月3日から4月5日にかけて九州・四国・本州・北海道に暴風・大雨・高波による災害を発生させた。最低中心気圧は957.8hPa (46.2N,145E) を記録した。

## 概要と経過

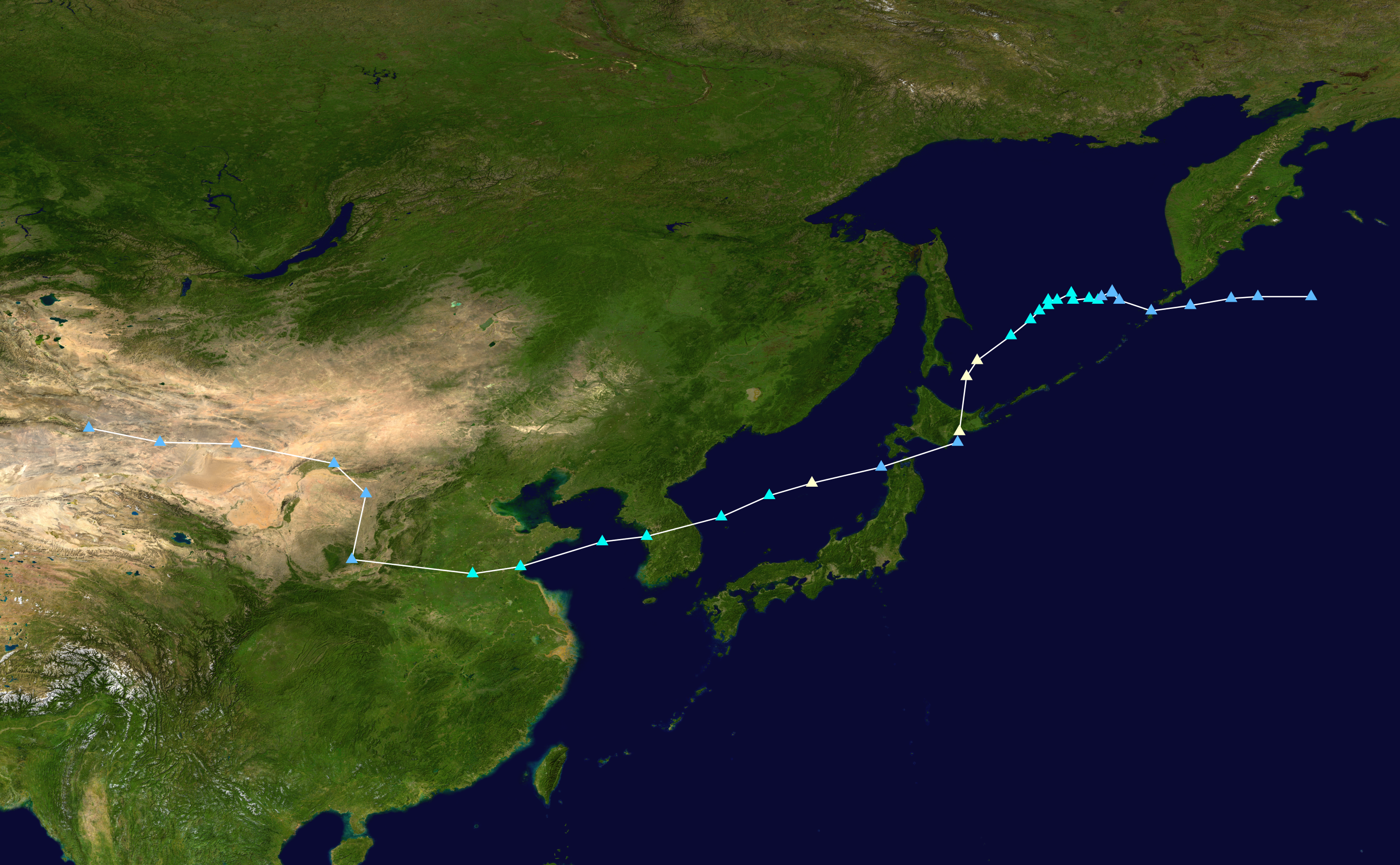
低気圧の経路

4月2日に中国の黄海沿岸部で発生した1008hPaの温帯低気圧は、黄海を東に進み朝鮮半島を横断、日本海上に入った4月3日朝から急速に発達をはじめ、中心気圧が低下していった。3日15:00には972hPaに下がって爆弾低気圧の定義を満たしたが、3日午前から西日本を中心に暴風雨や高波が強さを増し、東に拡大していった。3日21:00には964hPaに低下するが、4日3:00には低気圧東方の閉塞前線上に新たな低気圧の中心が生じ、中心はそちらにシフトしてさらに発達していく。低気圧の中心は北海道を通過し北上、4日15:00に樺太南東沖のオホーツク海上で最低気圧となる950hPaまで発達し、その後緩やかに気圧が上がりながらゆっくりと北東に進んだ。
低気圧の中心付近や南側・東側の寒冷前線上には発達した積乱雲があり、集中豪雨や突風が発生した。鹿児島県奄美地方、兵庫県南東部・大阪府北部・京都府南部、高知県東部などで集中豪雨となった。また最大風速・最大瞬間風速の大きな地点は低気圧の中心に近い北陸や東北の日本海側や北海道に多かったが、和歌山市、山形県小国町、仙台市、明石市、日光市、八王子市などの内陸や太平洋岸にもみられるなど広い範囲で強風が吹き荒れ、75の観測地点で観測史上最大の風速を観測した。

## 被害と記録
低気圧の急発達が予想された4月2日夕方の段階で、気象庁は「台風並み」の暴風や高波になるとして警戒を呼び掛け、物の固定などの飛散防止を事前に行うことや強風が予想される時間帯には「できるだけ外出を控える」よう呼びかけ、これを報道機関でも報じた。
夕方から首都圏では大規模な鉄道の制限や運休が発生、空でも国内旅客線500便以上が欠航するなどした。首都圏では帰宅ラッシュ時と強風のピーク時間帯が重なることから交通の混乱が予想されたが、前年の東日本大震災や平成23年台風第15号の教訓から早期の「分散帰宅」の動きがみられた。東京都は昼の段階で企業に「一斉帰宅の抑制」を求めるという前例のない措置をとり、他県でも早期帰宅を促す企業があった。そのため、混乱は抑えられたとの報道があった。
倒れた小屋の下敷きになったり、風にあおられて転落するなどして、日本国内では計5人が死亡したほか、350人以上が負傷した。新潟県では延べ19万世帯で停電、建物被害が約500件、ビニールハウス等被害が約1000件、新潟市西区の国道沿いで電柱約20本が倒れるなどの被害が生じた。東北地方でも4日までに6県で最大30万世帯で停電、住宅の屋根が飛ばされたり、車が横転したりといった被害や、鉄道の運休が発生した。また、韓国でも強風による物品の転倒などが発生し、強風による転倒が原因で1人が死亡したほか、航空機の運休・遅延などが相次いだ。また低気圧に向かって寒気が南下したため遅い雪となり、ソウルでは4月としては1993年（平成5年）以来19年ぶりに雪が降った。

## 低気圧が発達した要因
この低気圧は日本海を発達しながら東進して、日本に南寄りの湿った風と雨をもたらす日本海低気圧に分類される。このように日本海上で発達する例は珍しくはないが、この低気圧は2日21:00 (1006hPa)から3日21:00 (964hPa)の24時間で42hPaも低下しており、気象研究所によると日本海低気圧としては「飛びぬけて大きな値」であり、報道によると1995年（平成7年）11月以来約16年ぶりの急発達を記録した。
モデル解析や再現等に基づく気象研究所の見解によると、以下のようにいくつかの要因が考えられている。
- 発達初期の低気圧西側に気圧の谷（トラフ）があったこと - 気圧の谷と低気圧中心の位置解析結果から。
- 上記の気圧の谷が、上空に行くほど気圧の低下が大きい強いものであったこと - 500hPa高度、対流圏界面の解析結果から。
- 大気下層（高度500m付近）で南から低気圧へ向かうエネルギーの大きい暖湿流があったこと - 925hPa面の水蒸気フラックス量・風分布から。
- 上記3つのように低気圧西側は強い気圧の谷、東側は潜熱加熱を伴う上昇気流帯となったため、低気圧中心付近で傾圧が大きい強力な循環場が形成されていたこと - 対流圏界面の解析結果から。
- 発達中期から後期の低気圧で、寒気核から暖気核へ、熱的非対称型から熱的対称型へという、熱帯低気圧の性質に近づくような構造変化が起きたこと - 低気圧位相空間の解析による。熱帯低気圧で起こる温帯低気圧化とは逆の変化。風が強まる要因となった。